# Camptocarpus decaryi
Camptocarpus decaryi är en oleanderväxtart som först beskrevs av Choux, och fick sitt nu gällande namn av Venter. Camptocarpus decaryi ingår i släktet Camptocarpus och familjen oleanderväxter. Inga underarter finns listade i Catalogue of Life.